# Leptonycteris curasoae
Leptonycteris curasoae — вид родини листконосові (Phyllostomidae), ссавець ряду лиликоподібні (Vespertilioniformes, seu Chiroptera).

## Середовище проживання
Країни поширення: Аруба, Колумбія, Нідерландські Антильські острови, Венесуела. Асоціюється з колючими чагарниками.

## Звички
Лаштує сідала в печерах і шахтах, часто колоніями по кілька тисяч. Виникає приблизно через годину після заходу сонця, щоб харчуватися нектаром і пилком.

## Загрози та охорона
Перетворення екосистеми, яка швидко розвивається є загрозою.